# Caecilia pachynema
Caecilia pachynema es una especie de anfibios de la familia Caeciliidae.
Se encuentra en Colombia y Ecuador.
Sus hábitats naturales incluyen montanos húmedos tropicales o subtropicales y ríos.
Está en peligro de extinción debido a la destrucción de su hábitat..